# Vaquerías (Guanajuato)
Vaquerías es una localidad del estado mexicano de Guanajuato. Es parte del municipio de León.

## Demografía
| Gráfica de evolución demográfica |
|                                  |

| Censo | Población |
| ----- | --------- |
| 1900  | 378       |
| 1910  | 316       |
| 1921  | 308       |
| 1930  | 337       |
| 1940  | 367       |
| 1950  | 468       |
| 1960  | 539       |
| 1970  | 536       |
| 1980  | 419       |
| 1990  | 501       |
| 2000  | 682       |
| 2010  | 974       |
| 2020  | 1 106     |